# Alecha
Alecha (en euskera y oficialmente Aletxa) es una localidad del concejo de Real Valle de Laminoria, que está situado en el municipio de Arraya-Maestu, en la provincia de Álava. 

## Historia
Hacia mediados del siglo XIX, el lugar, por entonces perteneciente al ayuntamiento de Laminoria, tenía contabilizada una población de 103 habitantes. Aparece descrito en el primer volumen del Diccionario geográfico-estadístico-histórico de España y sus posesiones de Ultramar de Pascual Madoz de la siguiente manera:

ALECHA: l. en la prov. de Alava (5 leg. á Vitoria), dióc. de Calahorra (23), vicaria de Campezo, part. jud. de Salvatierra (3), herm. de Arraya y ayunt. de Laminoria (1/2) sit. en un valle á la falda de elevadas montañanas; su clima es frio, pero sano. Unas 18 casas reunidas forman esta pobl.; tiene escuela de primeras letras dotada con 570 rs., y concurren 12 niños y 7 niñas. La igl. parr. (S Estéban), es de patronato Real, y está servida por un curato propio que se provee prévio concurso. El térm. confina al N. con la sierra de Urbasa, al E. con Cirujano, al S. con la v. de Maestú, interpuesta una montaña, y por O. con Virgala Menor: por este punto, y á 1/4 leg. le baña el r. Ayuda, sobre el cual se halla un molino harinero, y al E. á doble dist., pasa el Ega; pero ambos de poca agua en el verano: hay fuentes de poca agua y gruesa: el terreno en lo general quebrado y bastante fértil, y ofrece muchos y buenos prados: los caminos son locales y penosos, y el correo se recibe por Salvatierra. Prod.: toda clase de cereales, varias legumbres y poca fruta: cria ganado vacuno, lanar y cabrio: algo de cerda, caballar y mular. v.: Pobl. 18 vec., 103 alm. Riqueza y contr. (V. Alava intendencia).
(Madoz, 1845, p. 521)

Décadas después, ya en el siglo XX, se describe de la siguiente manera en el tomo de la Geografía general del País Vasco-Navarro dedicado a Álava y escrito por Vicente Vera y López:

Alecha.—Lugar distante de Onraita 10,030 metros; con 24 viviendas; su población asciende á 77 almas de hecho y de derecho. Limita, al N., con la sierra de Urbasa; al S., con Maestu; al E., con Cicujano, y al O., con Vírgala Menor. Está situado á la orilla izquierda del río Ega. Su parroquia es de categoría rural de segunda clase, dedicada á San Esteban y perteneciente al arciprestazgo de Maestu. No tiene escuela pública. Le pertenece el aprovechamiento del monte comunal de Basocho, de 40 hectáreas, plantado de robles, y comparte con Vírgala Mayor el de Arboso, de 170 hectáreas.
(Vera y López, 1915-1921, pp. 498-499)

En 2023, la entidad singular de población tenía empadronados 49 habitantes y el núcleo de población, 44.

## Demografía
| Gráfica de evolución demográfica de Alecha entre 2000 y 2023 |
|                                                              |
| Población de derecho según los censos de población del INE.  |

## Patrimonio
Hay en el concejo una iglesia de San Esteban.